# Hammerdals socken
Hammerdals socken i Jämtland är sedan 1974 en del av Strömsunds kommun och motsvarar från 2016 Hammerdals distrikt.
Socknens areal är 1 317,60 kvadratkilometer, varav 1 228,40 land. År 2011 fanns här 2 279 invånare. Tätorten Hammerdal (där kyrkbyn Mo ingår) med sockenkyrkan Hammerdals kyrka ligger i socknen. 

## Administrativ historik
Hammerdals socken har medeltida ursprung. 1781 utbröts Borgvattnets socken och 1786 överfördes området Laxsjö till Föllinge socken.
Vid kommunreformen 1862 överfördes ansvaret för de kyrkliga frågorna till Hammerdals församling och för de borgerliga frågorna till Hammerdals landskommun. 1893 utbröts Gåxsjö socken bestående av Gåxsjö församling samt Gåxsjö landskommun vilken senare återgick hit 1952. Landskommunen uppgick 1974 i Strömsunds kommun.
1 januari 2016 inrättades distriktet Hammerdal, med samma omfattning som församlingen hade 1999/2000.
Socknen har tillhört fögderier, tingslag och domsagor enligt vad som beskrivs i artikeln Jämtland. De indelta soldaterna tillhörde Jämtlands fältjägarregemente och Jämtlands hästjägarkår.

## Geografi
Hammerdals socken ligger kring Ammerån och dess tillflöden med sjön Hammerdalssjön i öster. Socknen är en skogsbygd som i väster är flackare och i öster mer kuperad och sjörik. Högkammen i väster når 532 meter över havet.

### Byar och orter i socknen
| - Arås - Bye - Ede - Fagerdal - Fyrås - Gisselås - Grenås - Görvik - Hallviken (Hallen) - Hammerdal - Hälgåkilen (Helgeåkilen) | - Håxås - Hall-Håxåsen (Håxåsen) - Kilen - Kälen - Lorås - Länglingen - Mo - Mullnäset - Prästbordet - Sikås - Sikåskälen | - Skarpås - Solberg - Sannaflokälen (Sunnanflokälen) - Svedje - Sörviken (Sörviksnäset) - Tannsjön - Trekilen - Tällsbyn - Viken - Åsen |

## Fornlämningar
Man har funnit omkring 60 boplatser från stenåldern. De har anträffats i sjöar i Ammeråns vattensystem samt i Ströms vattudal.  I trakten av kyrkan finns ett par högar. Dessa förmodas tillhöra en bondebebyggelse från vikingatiden. Man har anträffat omkring 600 fångstgropar. Fyra ödegårdar från medeltiden har bevarats.

## Namnet
Namnet (1344 Hambradal) har tolkats ån Ammers dal. Ånamnet har tolkats betyda 'vattnet som lätt och oförmodat flödar' syftande på att Ammerån har en tendens att stiga snabbt och mycket på kort tid.

## Befolkningsutveckling
| Befolkningsutvecklingen i Hammerdals socken 1810–2010                                                    | Befolkningsutvecklingen i Hammerdals socken 1810–2010 | Befolkningsutvecklingen i Hammerdals socken 1810–2010 | Befolkningsutvecklingen i Hammerdals socken 1810–2010 | Befolkningsutvecklingen i Hammerdals socken 1810–2010 |
| --- | ----------------------------------------------------- | ----------------------------------------------------- | ----------------------------------------------------- | ----------------------------------------------------- |
| |                                                       |                                                       |                                                       |                                                       |
| År |                                                       |                                                       | Folkmängd                                             |                                                       |
| 1810 | 1810                                                  |                                                       | 1 565                                                 |                                                       |
| 1820 | 1820                                                  |                                                       | 1 810                                                 |                                                       |
| 1830 | 1830                                                  |                                                       | 2 136                                                 |                                                       |
| 1840 | 1840                                                  |                                                       | 2 370                                                 |                                                       |
| 1850 | 1850                                                  |                                                       | 2 677                                                 |                                                       |
| 1860 | 1860                                                  |                                                       | 3 111                                                 |                                                       |
| 1870 | 1870                                                  |                                                       | 3 568                                                 |                                                       |
| 1880 | 1880                                                  |                                                       | 4 147                                                 |                                                       |
| 1890 | 1890                                                  |                                                       | 4 640                                                 |                                                       |
| 1900 | 1900                                                  |                                                       | 4 200                                                 |                                                       |
| 1910 | 1910                                                  |                                                       | 4 575                                                 |                                                       |
| 1920 | 1920                                                  |                                                       | 5 228                                                 |                                                       |
| 1930 | 1930                                                  |                                                       | 5 150                                                 |                                                       |
| 1940 | 1940                                                  |                                                       | 4 975                                                 |                                                       |
| 1950 | 1950                                                  |                                                       | 4 718                                                 |                                                       |
| 1960 | 1960                                                  |                                                       | 4 035                                                 |                                                       |
| 1970 | 1970                                                  |                                                       | 3 172                                                 |                                                       |
| 1980 | 1980                                                  |                                                       | 3 014                                                 |                                                       |
| 1990 | 1990                                                  |                                                       | 2 811                                                 |                                                       |
| 2000 | 2000                                                  |                                                       | 2 373                                                 |                                                       |
| 2010 | 2010                                                  |                                                       | 2 285                                                 |                                                       |
| Anm: Källor: Umeå universitet - Tabellverket 1749-1859, Demografiska databasen, CEDAR, Umeå universitet. |                                                       |                                                       |                                                       |                                                       |

## Bilder

Hammerdal vid 1900-talets början.
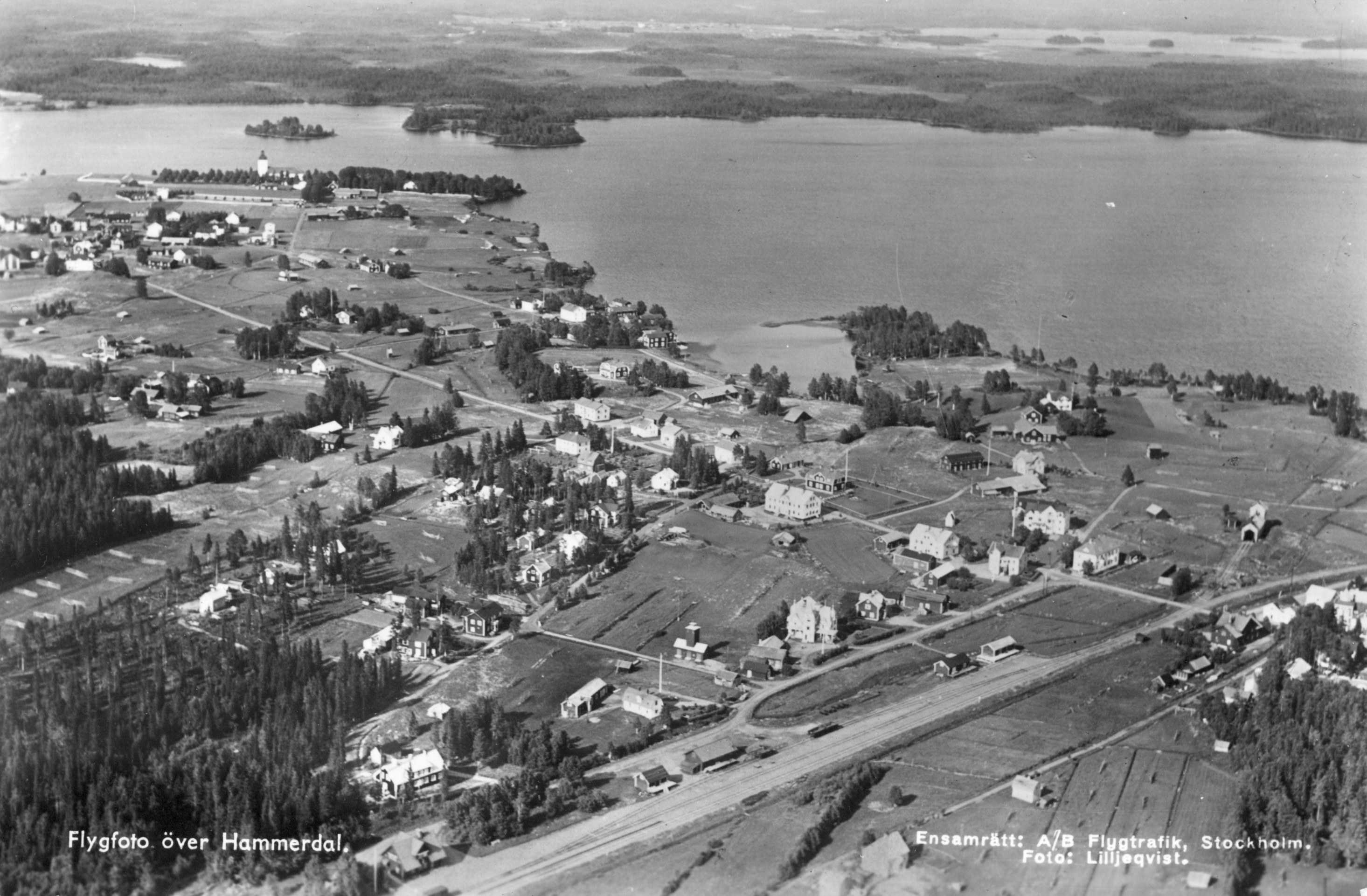
Flygfoto över Hammerdal under 1930-talet.
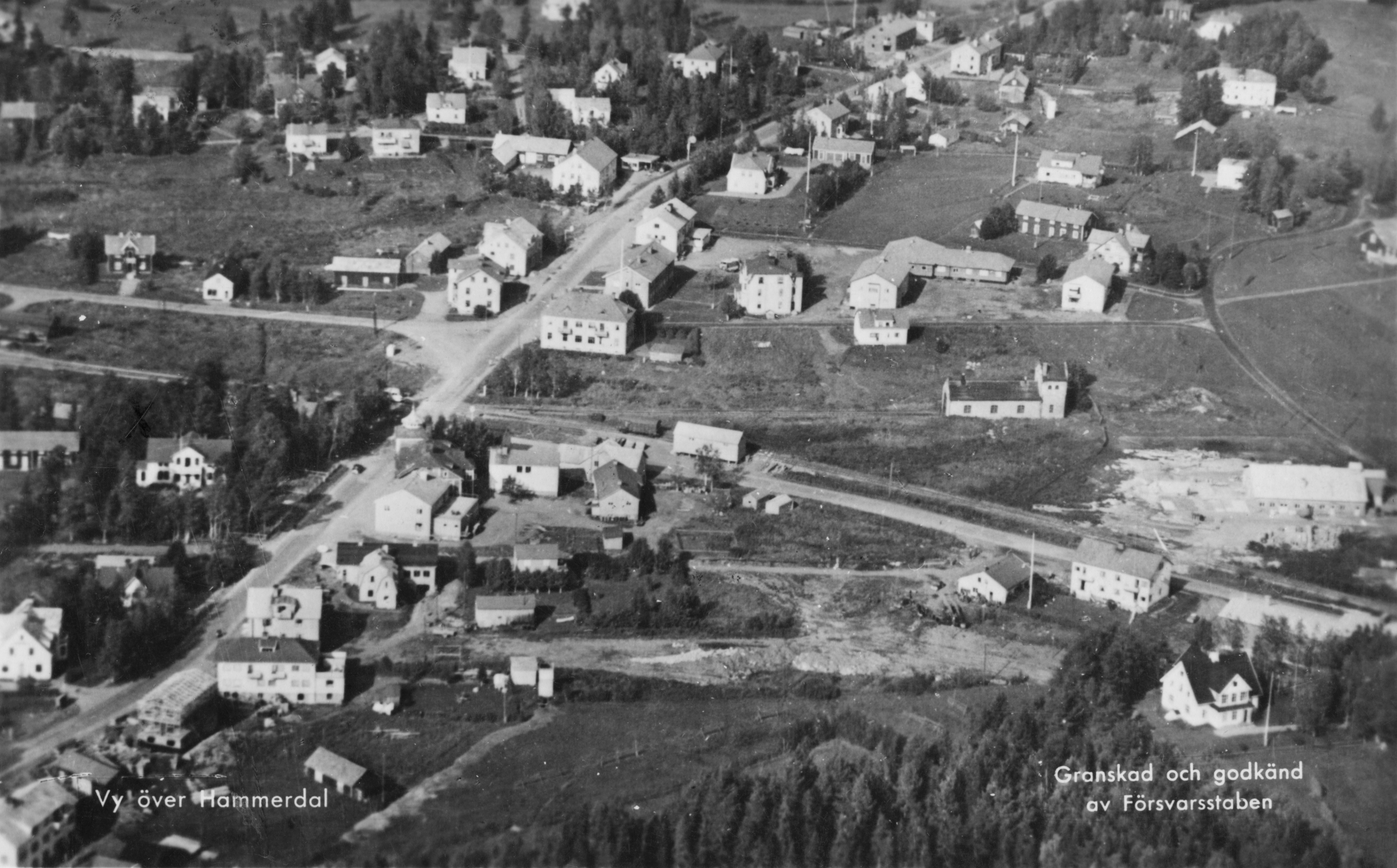
Flygfoto över Hammerdal 1956.